# Motagondanahalli, Koratagere
Motagondanahalli là một làng thuộc tehsil Koratagere, huyện Tumkur, bang Karnataka, Ấn Độ.